# FIFA 17
FIFA 17 — 24-я футбольная игра из серии игр FIFA, выпущенная для платформ Windows, PlayStation 4, PlayStation 3, Xbox One и Xbox 360. Дата мирового релиза — 29 сентября 2016 года. Игра впервые в истории серии работает на движке Frostbite Engine. Лицом игры является футболист дортмундской «Боруссии» и сборной Германии Марко Ройс.

## Нововведения игры

### Геймплей
В игре были переработаны стандартные положения, теперь можно выбирать свой вариант разбега при исполнении штрафного с разной подкруткой и траекторией полета мяча, точнее подавать угловые, а при исполнении пенальти подходить к мячу с любой скоростью и под любым углом.

### Режим «История»
Впервые в игре появился сюжетный режим «История», в котором вы сможете пройти свой собственный путь в роли восходящей звезды английской Премьер-лиги Алекса Хантера. Данный режим отсутствует в версиях для PlayStation 3 и Xbox 360.

### Лиги, команды, сборные
Всего в FIFA 17 присутствует 47 национальных сборных, из них 27 полностью лицензированные, ещё 20 сборных частично лицензированные — у них реальные составы и игроки, но нелицензированные формы и эмблемы. По сравнению с FIFA 16 из игры была исключена сборная Новой Зеландии. Также в FIFA 17 впервые появится японская J1 League. Все 18 клубов, входящих в Джей-лигу, будут иметь реальные эмблемы, формы и составы. Кроме того, в игре представлен новый стадион клуба «Гамба Осака» — «Суйта Сити Футбол Стэдиум». Также добавлены новая домашняя арена «Вест Хэм Юнайтед» и стадион «Мидлсбро» «Риверсайд».
| Системные требования | Системные требования                                           | Системные требования                              |
| -------------------- | -------------------------------------------------------------- | ------------------------------------------------- |
|                      | Минимальные                                                    | Рекомендуемые                                     |
| Windows              |                                                                |                                                   |
| ОС                   | 7/8/10 64Bit                                                   | 7/8/10 64Bit                                      |
| ЦПУ                  | Intel Core i3-2100 @ 3.1GHz или AMD Phenom II X4 965 @ 3.4 GHz | Intel i5-3550K @ 3.40GHz или AMD FX 8150 @ 3.6GHz |
| Объём ОЗУ            | 8 Гб                                                           | 8 Гб                                              |
| Видеокарта           | NVIDIA GTX 460 или AMD Radeon R7 260                           | NVIDIA GTX 660 или AMD Radeon R9 270              |

## Отзывы и критика
| Сводный рейтинг       | Сводный рейтинг                            |
| Агрегатор             | Оценка                                     |
| --------------------- | ------------------------------------------ |
| GameRankings          | 84,20 % (PS4) 82,12 % (XONE)               |
| Metacritic            | 84/100 (PC) 85/100 (PS4) 84/100 (Xbox One) |
| Иноязычные издания    |                                            |
| Издание               | Оценка                                     |
| Game Informer         | 8,75/10                                    |
| GameSpot              | 9/10                                       |
| GamesRadar+           | [ 17 ]                                     |
| IGN                   | 8,4/10                                     |
| PC Gamer (US)         | 83/100                                     |
| Русскоязычные издания |                                            |
| Издание               | Оценка                                     |
| «IGN Россия»          | 9/10                                       |
| PlayGround.ru         | 9/10                                       |
| Riot Pixels           | 79 %                                       |
| «Игромания»           | 8,5/10                                     |
| «Игры Mail.ru»        | 8,5/10                                     |
| «Канобу»              | 9/10                                       |
| «НИМ»                 | 8,2/10                                     |

FIFA 17 получила в основном положительные отзывы критиков. Сайт Metacritic оценил игру на 85 баллов из 100 возможных. Российское издание «Игромания» поставило футбольному симулятору 8,5 баллов: журналист отметил интересную сюжетную кампанию, качественную графику и более техничные действия футболистов на поле.
| EA Sports в который раз доказывают, что не хотят почивать на лаврах. Даже несмотря на то, что FIFA 17 и так купили бы миллионы фанатов футбола только ради любимых команд и карточного режима Ultimate Team. — игровой журнал «Игромания» |

1 декабря 2016 года в Роскомнадзор был направлен запрос от депутатов Валерия Рашкина и Ирины Родниной о проверке компьютерной игры на выявление нарушений закона «О защите детей от информации, причиняющей вред их здоровью и развитию». Чиновников возмутило то, что разработчики игры поддержали ЛГБТ-акцию английской футбольной премьер-лиги под названием «Радужные шнурки», а также возрастное ограничение 0+. По их мнению, к FIFA 17 должны быть применены соответствующие меры ограничительного характера.